# Les Anoves
Les Anoves – miejscowość w Hiszpanii, w Katalonii, w prowincji Lleida, w comarce Alt Urgell, w gminie Oliana.
Według danych INE w 2020 roku liczyła 16 mieszkańców – 8 mężczyzn i 8 kobiet. 